# Hydriomena grandimacula
Hydriomena grandimacula là một loài bướm đêm trong họ Geometridae.